# Ripe San Ginesio
Ripe San Ginesio (Le Rìpe in dialetto maceratese) è un comune italiano di 806 abitanti della provincia di Macerata nelle Marche. Si trova nella valle del Fiastra, arroccato su una collina. Ha conservato l'impianto medievale con suggestive vie strette, piagge e scalinate.

## Origini del nome
Ripe San Ginesio prende il proprio nome dall'unione di "Ripe" (pendio scosceso e franoso) più il nome del paese a cui fu soggetto (San Ginesio).

## Storia
Città controllata fino al 1201 dalla famiglia nobile Prontoguerra, furono sottomessi obbligatoriamente a San Ginesio, che comprò nel 1255 il loro castello. Il borgo di Ripe restò, fino alla metà del XIII secolo, senza mura poiché venne concepito per essere un abitato posto extra moenia. Solo con l'approvazione dell'ampliamento urbanistico e delle mura difensive a carico del cardinale e Rettore della Marca Anconitana Pietro Capocci, il paese ebbe la sua prima linea difensiva, di cui oggi si conserva solo una torre, chiamata Torre Leonina.

## Monumenti e luoghi di interesse
- Torre Leonina - Chiamata così dal nome di Papa Leone X che ne decise la costruzione, è il simbolo del paese.[11]
- Chiesa di San Michele Arcangelo - La chiesa parrocchiale è dedicata al santo patrono. Conserva una cappella dipinta da Lamberto Massetani e una “Madonna Addolorata” dell'artista Umberto Peschi.[5]
- Pinacoteca Comunale d'arte contemporanea - La ricca collezione nasce dalle donazioni effettuate in occasione di “RipeArte”, esposizione a allestita annualmente nei vicoli e nelle piazze del borgo dal 1982, grazie all’iniziativa di artisti e abitanti.[5]
- Chiesa di san Silvestro - Posta fuori dal paese, su un'altura, custodisce il dipinto "Madonna delle Grazie con il bambino"[11]
- Arena La Cava - Usata per spettacoli ed eventi.
- Torre civica, la torre fa anche da campanile della parrocchia.

## Società

### Evoluzione demografica
Abitanti censiti

## Cultura

### Detti e proverbi
"Costa come le Ripe a San Ginesio"
"Se San Vicino mette il cappello, vendi la capra e compra il mantello, se San Vicino sbraca vendi il mantello e compra la capra".

## Tradizioni
- Festa di Sant'Eurosia, la festa sia religiosa che civile si svolge: il sabato sera si fa la processione con la statua per le campagne e si accendono "lì fochi", la domenica invece c'è la messa con la processione per il paese alla fine un momento di condivisione.
- Sagra della grigliata "festa di Sant'Anna" momento che dura dal giovedì alla domenica di fine luglio a Passo Ripe.
- Fumi Cotti, antica rievocazione della cottura del mosto, si svolge il sabato e la domenica di fine settembre a Ripe.
- Presepi, sotto il periodo natalizio all'interno del paese vengono allestiti dei presepi marchigiani o napoletani

## Amministrazione
| Periodo        | Periodo        | Primo cittadino    | Partito                      | Carica  | Note   |
| -------------- | -------------- | ------------------ | ---------------------------- | ------- | ------ |
| 12 giugno 1985 | 5 giugno 1990  | Mario Ridolfi      | Partito Comunista Italiano   | Sindaco | [ 13 ] |
| 6 maggio 1990  | 22 aprile 1995 | Elio Giacomelli    | Indipendente                 | Sindaco | [ 13 ] |
| 23 aprile 1995 | 12 giugno 1999 | Luigi Mariotti     | Centro                       | Sindaco | [ 13 ] |
| 13 giugno 1999 | 12 giugno 2004 | Luigi Mariotti     | Lista civica                 | Sindaco | [ 13 ] |
| 13 giugno 2004 | 6 giugno 2009  | Alessandro Luciani | Lista civica                 | Sindaco | [ 13 ] |
| 7 giugno 2009  | 25 maggio 2014 | Paolo Teodori      | Lista civica                 | Sindaco | [ 13 ] |
| 26 maggio 2014 | 26 maggio 2019 | Paolo Teodori      | Lista civica "Credi in Ripe" | Sindaco | [ 13 ] |
| 27 maggio 2019 | 9 giugno 2024  | Paolo Teodori      | Lista civica "Credi in Ripe" | Sindaco | [ 13 ] |
| 10 giugno 2024 | "in carica"    | Paolo Teodori      | Lista civica "Credi in Ripe" | Sindaco | [ 13 ] |

## Sport
Nel paese non c'è un campo da calcio a 11 ed allora la squadra di calcio locale (l'AVIS Ripe San Ginesio) che disputa la 3ª Categoria marchigiana gioca le partite casalinghe al campo sintetico di Loro Piceno.
Nel paese c'è però una palestra utilizzata dalla squadra di calcio a 5 Castrum Lauri di Loro Piceno.

## Galleria d'immagini

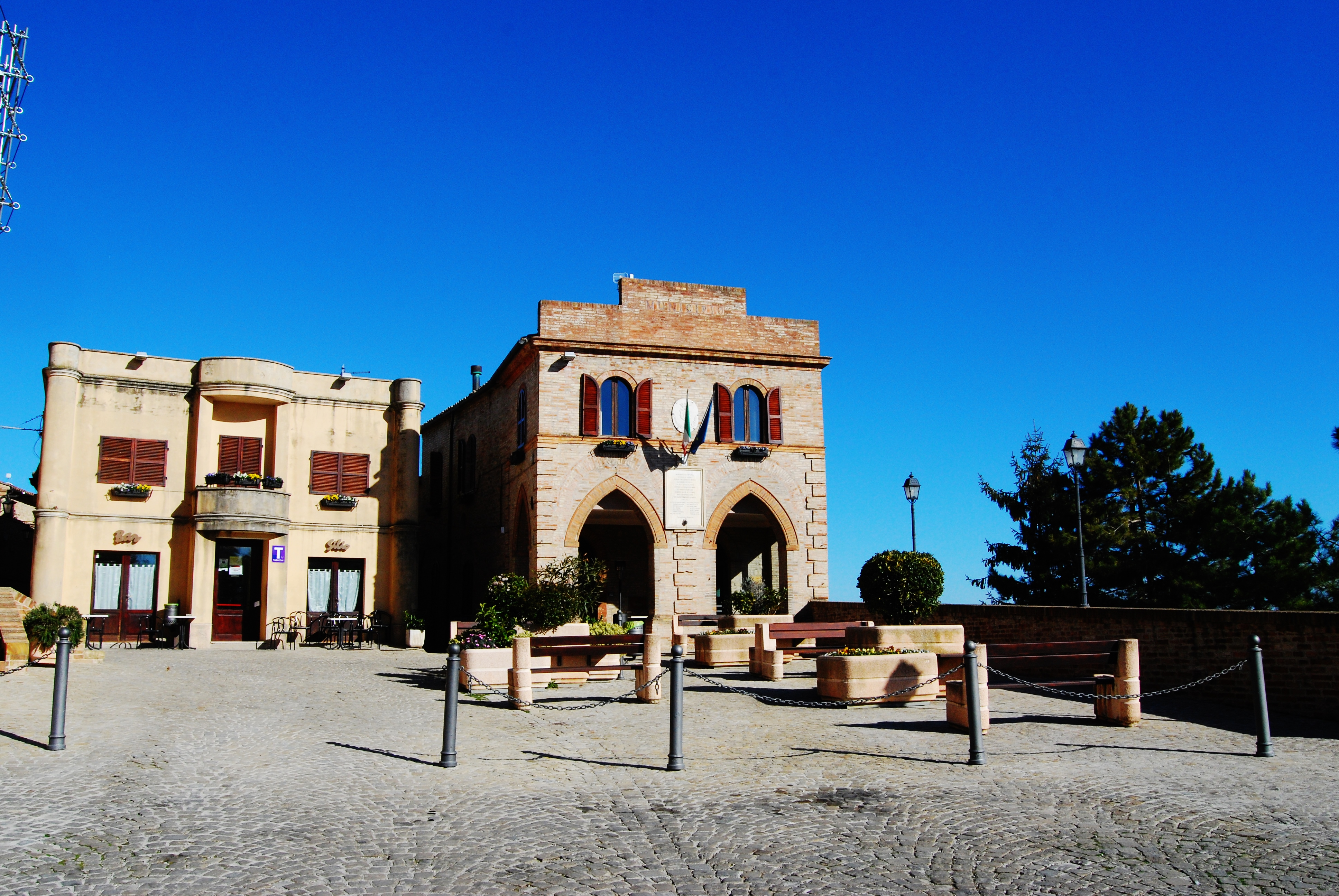
Piazza Vittorio Emanuele II e Palazzo del Municipio
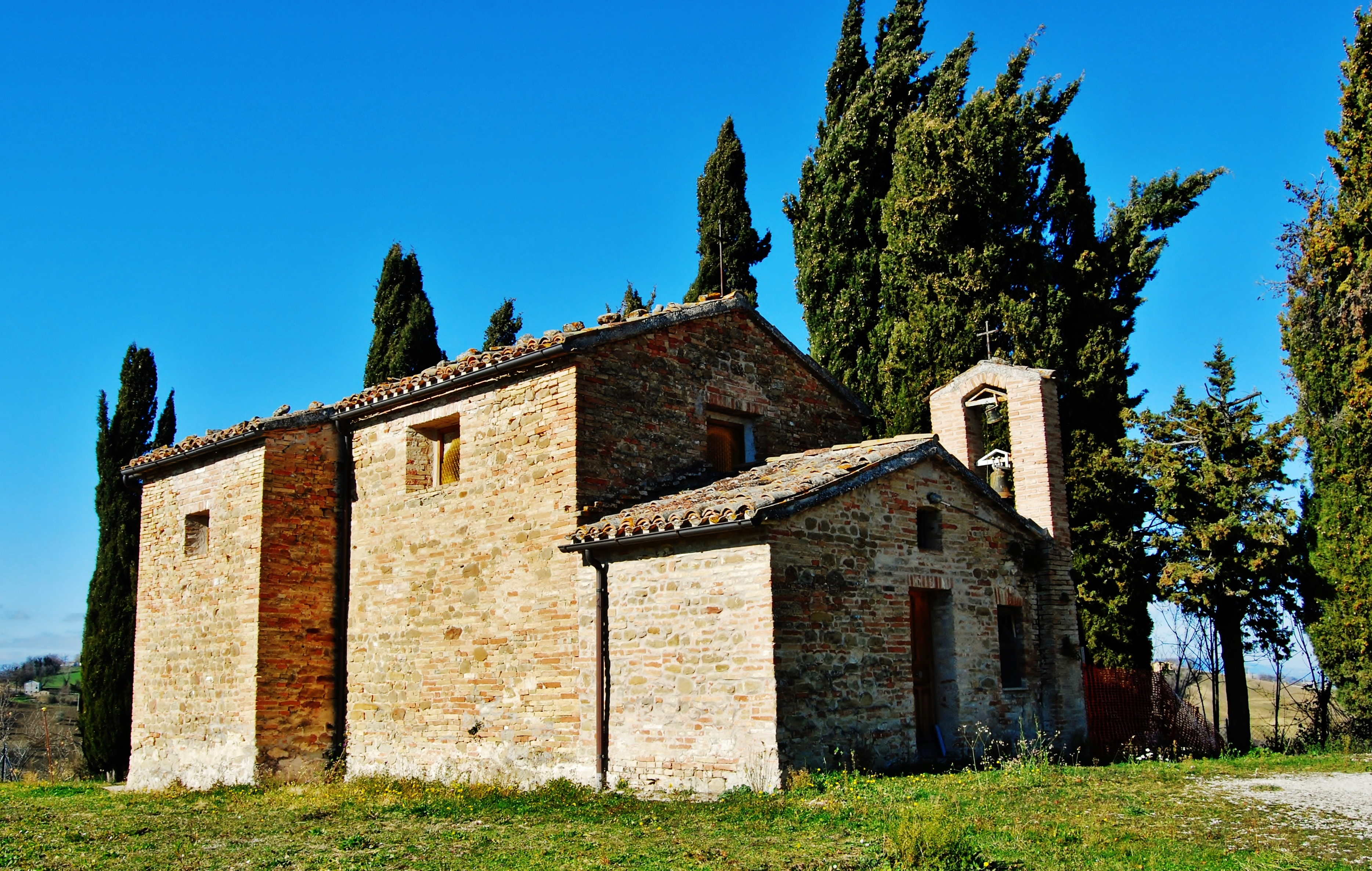
Chiesa di San Silvestro
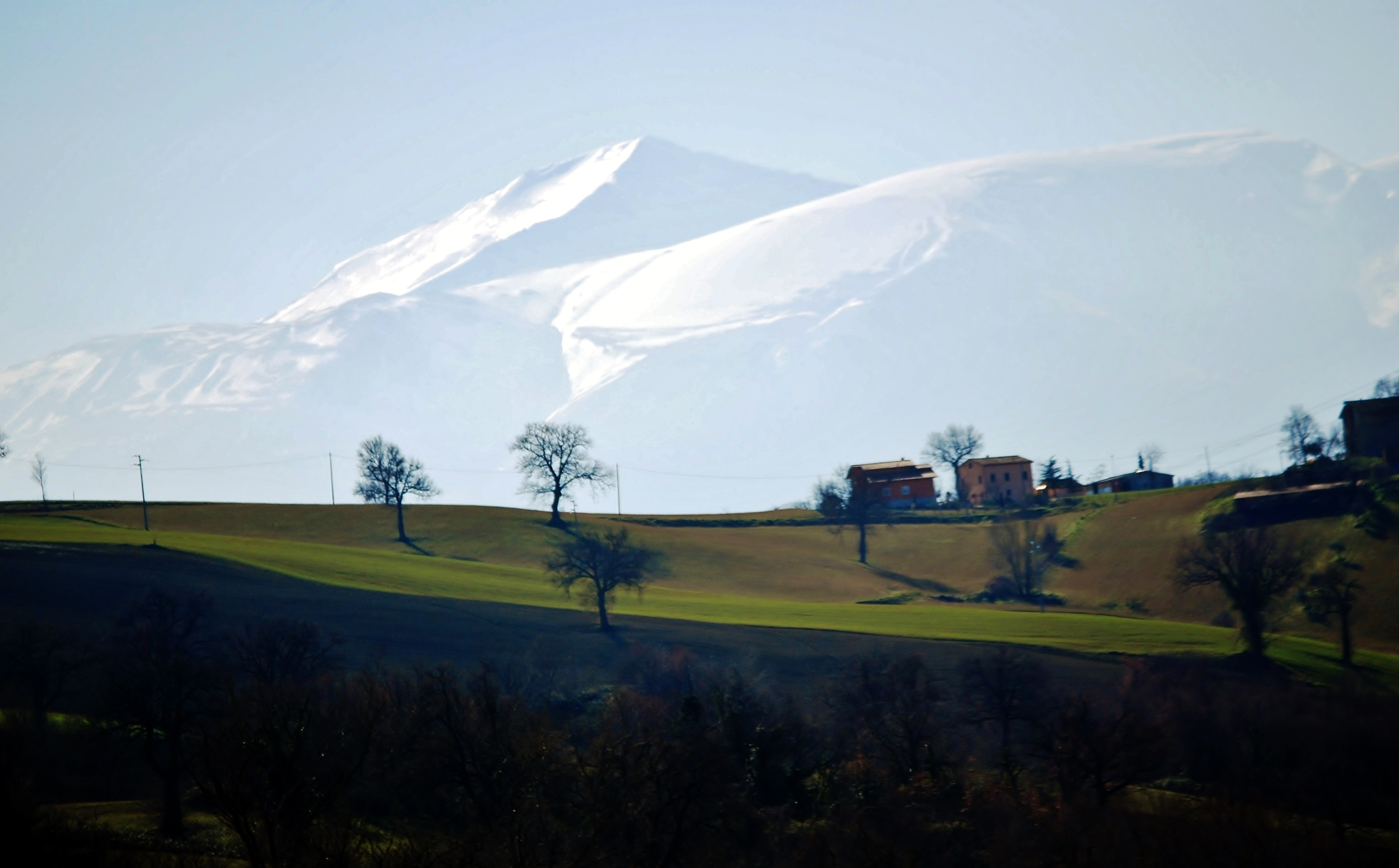
Panorama da Ripe San Ginesio